# Chamaepetes goudotii
La penelope alifalcate (Chamaepetes goudotii (R. Lesson, 1828)) è un uccello galliforme della famiglia dei Cracidi originario della fascia di territorio compresa tra Colombia e Bolivia.

## Descrizione

### Dimensioni
Misura 50–65 cm di lunghezza per 550-800 g di peso.

### Aspetto
Nella sottospecie nominale, le parti superiori sono di colore marrone-oliva. Le ali e la coda sono leggermente più scure e ricoperte da riflessi oliva e verdastri. La testa e il collo presentano una colorazione marrone scura, con piume dai vaghi margini più chiari. Le copritrici auricolari sono di colore marrone più scuro, con una tonalità meno oliva rispetto al resto della testa. Le piume del cappuccio sono allungate, ma hanno forma arrotondata.
Il colore della parte alta del petto è molto simile a quello della testa, ma il marrone si fonde molto rapidamente nel bruno-rossastro chiaro. Questo bruno-rossastro chiaro si trasforma in castano sui fianchi e sulle cosce e in castano scuro sulle copritrici del sottocoda. La superficie inferiore di ali e coda presenta una colorazione più opaca. La zona di pelle nuda blu sulla faccia è molto sviluppata e comprende anche la regione delle guance alla base della mandibola inferiore. Gli occhi sono color carminio, le zampe sono rosso-salmone sgargiante. Il becco è nero.
Le sottospecie tschudii e rufiventris sono le più grandi. Gli esemplari della sottospecie sanctaemarthae hanno la fronte prevalentemente rossastra. Quelli della sottospecie fagani hanno parti superiori più nero-ardesia.
La penelope alifalcate può essere confusa con la maggior parte delle grandi penelopi della famiglia dei Cracidi, ma a differenza di queste ultime non presenta né una zona di pelle glabra sotto il mento, né striature bianche sulla gola e sul petto. La penelope dal bargiglio è facilmente riconoscibile grazie al piumaggio nero bronzeo e al collo nettamente più lungo.

### Voce
Le penelopi alifalcate sono molto discrete e generalmente piuttosto silenziose. Tuttavia, il loro grido di allarme è un kée-uck potente e ripetuto. Quando sono in cerca di cibo, questi uccelli emettono dei whéet-ta dolci. Durante i voli di parata, che sono brevi e leggermente inclinati verso il basso, le ali producono una vibrazione o un crepitio semplice che dura circa due secondi.

## Biologia
Questa penelope di medie dimensioni è piuttosto prudente. Vive in coppie o piccoli gruppi che possono raggiungere i 3-5 individui. Questo uccello è soprattutto arboricolo: frequenta lo strato medio della vegetazione e talvolta quello superiore, ma ciò non gli impedisce di spostarsi spesso sul terreno, contrariamente alle abitudini degli altri membri della famiglia. Visita spesso gli alberi da frutto all'alba e al crepuscolo. Quando si sente minacciata, la penelope alifalcate si alza in volo rumorosamente e si allontana a tutta velocità alla maniera dei fagiani. È principalmente sedentaria, ma in certe regioni effettua movimenti altitudinali stagionali. I movimenti discendenti in direzione delle piantagioni di caffè o delle zone aperte hanno luogo sempre al di fuori della stagione di nidificazione.

### Alimentazione
Le penelopi alifalcate mangiano molti tipi di frutta delle dimensioni di 1-10 millimetri. Ingeriscono anche i semi e le foglie di varie piante. Nonostante le loro abitudini terrestri e le numerose segnalazioni sulla presenza di questi uccelli nel sottobosco, le penelopi si nutrono principalmente sugli alberi da frutto, a partire dallo strato intermedio.

### Riproduzione
Le penelopi alifalcate depongono uova bianche dal guscio finemente granuloso, che misurano circa 70 millimetri di lunghezza per 50 di larghezza. I pulcini sono visibili a giugno in Colombia, a settembre nel nord dell'Ecuador e da febbraio a maggio in Perù. Presentano parti superiori marrone cioccolato, gola e cappuccio nero fuligginoso e parti inferiori più chiare. Non sono disponibili altre informazioni riguardo alle abitudini riproduttive.

## Distribuzione e habitat
Le penelopi alifalcate sono originarie delle regioni nord-occidentali dell'America del Sud. Il loro areale copre le foreste delle Ande di Colombia, Ecuador, Perù e Bolivia. Sono presenti anche sui monti Santa Marta, nel nord della Colombia.
Le penelopi alifalcate frequentano le foreste nebulose e umide, i margini delle foreste tropicali e, in misura minore, le foreste delle zone temperate più basse. In Colombia, si trovano principalmente da 1100 a 2500 metri di altitudine. Localmente, sui monti Santa Marta, possono spingersi fino a 3000 metri. Sul versante pacifico, possono essere avvistate anche ad altitudini più modeste, attorno a 500 metri. In Perù, le penelopi alifalcate vivono in media da 1500 a 2500 metri, ma sono presenti anche a 900 metri in Amazzonia e a 3000 metri nella provincia di Puno. Alcune popolazioni scoperte recentemente in Bolivia vivono all'insolita altitudine di 3000 metri.
Le penelopi alifalcate sono in diretta competizione con le penelopi delle Ande (Penelope montagnii). Si rifiutano di vivere nelle zone dove sono presenti queste ultime e i casi di mutua esclusione sono numerosi. In linea di massima, sono le penelopi alifalcate ad avere la meglio, e le penelopi delle Ande vengono pertanto spinte verso quote più elevate. Tuttavia, nell'estremità meridionale dell'areale, in Bolivia, la situazione è inversa.
Generalmente l'habitat della penelope alifalcate è costituito da colline caratterizzate da versanti ripidi e di difficile accesso. I siti preferiti sono solitamente situati in aree che ricevono una grande quantità di precipitazioni. Questi uccelli preferiscono i grandi alberi, ma tollerano anche appezzamenti in corso di rigenerazione e zone più aperte quali le piantagioni di caffè, anche se si trovano ad altitudini più modeste.

## Tassonomia
Vengono riconosciute ufficialmente cinque sottospecie:
- C. g. goudotii (R. Lesson, 1828), diffusa sulle Ande delle regioni centrali e occidentali della Colombia;
- C. g. sanctaemarthae Chapman, 1912, diffusa sui monti Santa Marta, nel nord della Colombia;
- C. g. fagani C. Chubb, 1917, diffusa sui versanti occidentali delle Ande di Colombia sud-occidentale ed Ecuador;
- C. g. tschudii Taczanowski, 1886, diffusa sui versanti orientali delle Ande di Colombia meridionale, Ecuador e Perù settentrionale;
- C. g. rufiventris (Tschudi, 1843), diffusa sui versanti orientali delle Ande delle regioni centrali del Perù.

## Conservazione
Secondo Handbook of the Birds of the World, questa specie non è minacciata a livello globale. Attualmente, in Colombia, essa è considerata come localmente comune. È una delle poche penelopi che si può ancora avvistare ai bordi delle strade. In Perù, la sua distribuzione è molto irregolare, essendo ancora comune in alcune aree e fortemente minacciata in altre. La sottospecie sanctaemarthae, numerosa agli inizi del XX secolo, presenta ormai uno status incerto e potrebbe perfino essere classificata come «vulnerabile» (Vulnerable) dalla IUCN. L'habitat della penelope alifalcate è molto degradato alle altitudini più basse, ma fortunatamente un po' meglio conservato alle quote più elevate. A differenza delle altre penelopi, soffre meno a causa della caccia grazie alle sue dimensioni più ridotte e al suo habitat meno accessibile. Contrariamente agli altri cracidi del genere Aburria o del genere Mitu, questo uccello è più prudente e soprattutto più tendente a nascondersi in caso di pericolo. Tuttavia, la specie è ormai rara nei dintorni dei villaggi.